# Otto Schoele
Otto Schoele (* 22. April 1880; † Ende August 1950 in Berlin) war ein deutscher Jurist und Bankmanager. Er gilt als einer der ersten und führenden Proponenten des bargeldlosen Zahlungsverkehrs in Deutschland.

## Berufliche Karriere
Während des Ersten Weltkrieges arbeitete Schoele um 1917 als Bankkommissar im besetzten Lüttich. Nach Kriegsende trat er in die Dienste der Preußischen Staatsbank ein und war dort Anfang der 1920er Jahre Bankinspektor, Leiter des Organisationsbüros, sowie Vorsteher des Scheckbüros. Bereits 1919 hatte er die wissenschaftliche Fachzeitschrift Der bargeldlose Zahlungsverkehr (später Der Zahlungsverkehr, dann von 1927 bis 1942 Zahlungsverkehr und Bankbetrieb) gegründet, die er mehrere Jahre unter Mitwirkung der Abteilung für bargeldlosen Zahlungsverkehr der Reichsbank herausgab. Dieses Periodikum war ursprünglich als Propagandaorgan für den bargeldlosen Zahlungsverkehr gedacht, wandte sich aber schon bald auch anderen Spezialfragen des Bankbetriebes zu.
Zwischen 1922 und 1940 gehörte Schoele dem Direktorium der Deutschen Girozentrale an. Ab 1923 leitete er die neu gegründete gemeinsame Zentral-Revisionsstelle für die Bankanstalten der Mitgliedsverbände, die eine objektive Kontrolle und Revision der regionalen Girozentralen gewährleiste sollte. Ein Augenmerk lag beispielsweise auf deren Devisengeschäften; sie umfasste aber auch Kontrollstellen für Privatkredite und für die gesamte Betriebsorganisation der Mitgliedsinstitute.
Nach dem Zweiten Weltkrieg wurde Schoele – als „Bankdirektor a. D.“ – am 10. September 1945 per Verordnung mit der Leitung der Brandenburgischen Provinzialbank und Girozentrale beauftragt. Darüber hinaus bestellte ihn das Präsidium der Provinzialverwaltung der Mark Brandenburg am 27. März 1946 zu deren Liquidator.

## Wirken und finanzpolitische Ansichten
„Otto Schoeles Name wird in der Geschichte der deutschen Bankwirtschaft immer mit der Entwicklung vor allem des bargeldlosen Zahlungsverkehrs verknüpft sein. Er ist einer der Männer gewesen, deren Wirken es zuzuschreiben ist, dass in Deutschland von den beiden bargeldlosen Zahlungsformen, dem Scheck und der Überweisung, der letztgenannten entschieden das Übergewicht zugefallen ist. Unermüdlich hat er auf diesem Gebiet immer neue Ideen entwickelt, die eine Vervollkommnung des Überweisungsverkehrs bezweckten [...].“

Schoeles Hauptinteresse und Arbeitsschwerpunkt lag auf dem bargeldlosen Zahlungsverkehr, wobei er die Methode der Überweisung bevorzugte. Er hatte „rechtzeitig erkannt, dass die Entwicklung des bargeldlosen Zahlungsverkehrs von der Behandlung der technischen Fragen entscheidend abhängt, dass hier überhaupt in erster Linie ein betriebswirtschaftliches Arbeitsfeld vorliegt, das bearbeitet werden muss“. Unter den Bankpraktikern, die diese technischen Probleme untersuchten, nahm er eine „hervorragende Stellung“ ein und seine Vorschläge auf dem Gebiet wurden als „vielfach bahnbrechend“ bezeichnet. Allerdings gelang auch ihm „bei allem guten Willen nicht jene wünschenswerte und notwendige Versachlichung der Argumente und Objektivierung der Tatbestände“.
Abseits des bargeldlosen Zahlungsverkehrs bearbeitete Schoele aber auch andere Themen, da er „ein Fachmann [war], der auf allen Gebieten der Bankorganisation etwas zu sagen hatte“. In einem Nachruf in der Zeitschrift für das gesamte Kreditwesen wird er vor allem auch als „Sparkassenmann“ beschrieben, der „in seinem Eifer nicht zu übertreffen“ gewesen sei, „wenn [etwas den] Interessen und [der] Entwicklung der Sparkassen galt“. Ein weiterer Fokus seiner Arbeit war die Bankkalkulation, wobei er den Satz „Die Erträgnisse werden bestimmt durch die Konjunktur“ prägte. Als einer der Ersten brach er so mit der Gewohnheit, „alles unter dem Gesichtspunkt von Geldmarkt und Börse zu sehen“. Statt Betriebserscheinungen aus dem Bankbetrieb selbst zu erklären, verlegte er die Erklärung auf diese Weise in die Konjunkturzergliederung.
In den Jahren 1916 und 1917 erhob er die radikale Forderung nach einem Reichs-Giromonopol. Als Trägerin dieses Monopols schien ihm die Reichspost mit ihrem damals noch relativ jungen Postscheckverkehr die geeignetste Instanz zu sein. Etwas mehr als eineinhalb Jahrzehnte später hatte er seine Position abgeschwächt und strebte 1933 kein Monopol mehr an, sondern lediglich noch eine straffere Zusammenfassung bei der Reichsbank. Herbeigeführt werden sollte dies durch ein die bestehenden Giro-Netze verknüpfendes Skontrationsverfahren. Außerdem beteiligte er sich auch an den zeitgenössischen Debatten um die Gesundheitsförderung der Mitarbeiter und die Erhöhung der Arbeitszufriedenheit, um die Nachteile der Mechanisierung und Monotonisierung im Bankgewerbe durch sozialpolitische Maßnahmen abzumildern. So sprach er sich beispielsweise 1930 für eine Förderung der besseren körperlichen Ertüchtigung der Bankangestellten aus.

## Publikationen (Auswahl)
Monographien und Sammelwerke
- Otto Schoele; Hans Schippel: Der bargeldlose Zahlungsverkehr in formularmäßiger Darstellung. In der Reihe: „Anschauungsstoffe aus dem Gebiete der kaufmännischen Wirtschaft“, Band 5. Verlag G. A. Glöckner, 1920, 112 Seiten.
- Otto Schoele; Hans Schippel: Die Organisation des bargeldlosen Zahlungsverkehrs in Deutschland. In der Reihe: „Gloeckners Handels-Bücherei“, Band 32. Verlag G. A. Glöckner, 1921, 124 Seiten.

- 2. völlig veränderte Auflage: Otto Schoele: Der bargeldlose Zahlungsverkehr in Deutschland. Verlag G. A. Glöckner, 1934, 111 Seiten.

- Walter Kunze; Hans Schippel; Otto Schoele; Josef Löffelholz (Hrsg.): Die deutsche Bankwirtschaft. Ein Schulungs- und Nachschlagewerk für das deutsche Geld- und Kreditwesen. Fünf Bände, Verlag Der Betriebswirt Franke & Co, 1935–1938.

- Band 1: Grundlagen des deutschen Geld- und Kreditwesens. 288 Seiten.
- Band 2: Die Banken in der Volkswirtschaft. 628 Seiten.
- Band 3: Bankbetriebslehre. Allgemeiner Teil: Die Aufgaben und Geschäfte der Kreditinstitute. 484 Seiten.
- Band 4: Bankbetriebslehre. Spezieller Teil: Der Innenbetrieb. 640 Seiten.
- Band 5: Mensch und Bankbetrieb. 287 Seiten.

- Otto Schoele: Das Recht der Überweisung. Eine zusammenfassende Darstellung des deutschen Banküberweisungs-, Spargiro-, Postscheck- und Postanweisungsrechts einschließlich des Girovertragsrechts. In der Reihe: „Die Bücher der deutschen Bankwirtschaft“, Band 29. Verlag Der Betriebswirt Franke & Co., 1937, 283 Seiten.

Fachartikel
- Otto Schoele: Der Postscheckverkehr und die Banken. In: Die Bank – Wochenhefte für Finanz- und Bankwesen. Jahrgang 8, Heft 10, 1915, Seiten 902–912.
- Otto Schoele: Die Propaganda für den bargeldlosen Zahlungsverkehr. In: Die Bank – Wochenhefte für Finanz- und Bankwesen. Jahrgang 11, 1918, Seiten 414–420.
- Otto Schoele: Verbesserungen des Postscheckverkehrs. In: Bank-Archiv. Jahrgang 17, № 12, 1918.
- Otto Schoele: Einheitsformular im Ueberweisungsverkehr. In: Die Bank – Wochenhefte für Finanz- und Bankwesen. Jahrgang 12, 1919, Seiten 220–228.
- Otto Schoele: Die natürlichen Grenzen des bargeldlosen Zahlungsverkehrs. In: Die Bank – Wochenhefte für Finanz- und Bankwesen. Jahrgang 13, 1920, Seiten 632–638.
- Otto Schoele: Gedanken über Taylorisierung im Bankbetriebe. In: Der Zahlungsverkehr. 1922.
- Otto Schoele: Die Rationalisierung im Bankbetrieb. In: Zahlungsverkehr und Bankbetrieb. Jahrgang 9, 1927, Seite 3 ff.
- Otto Schoele: Die Vereinheitlichung des Giroverkehrs. In: Zeitschrift für handelswissenschaftliche Forschung. Jahrgang 28, Heft 4, 1934, Seiten 169–187.